# Dicée tacheté
Prionochilus maculatus
Espèce
Statut de conservation UICN

 LC  : Préoccupation mineure
Le Dicée tacheté (Prionochilus maculatus) est une espèce de passereaux placée dans la famille des Dicaeidae.

## Répartition
On le trouve en Birmanie, Brunei, Indonésie, Malaisie, Singapour et Thaïlande.

## Habitat
Il habite les forêts humides tropicales et subtropicales.

## Alimentation

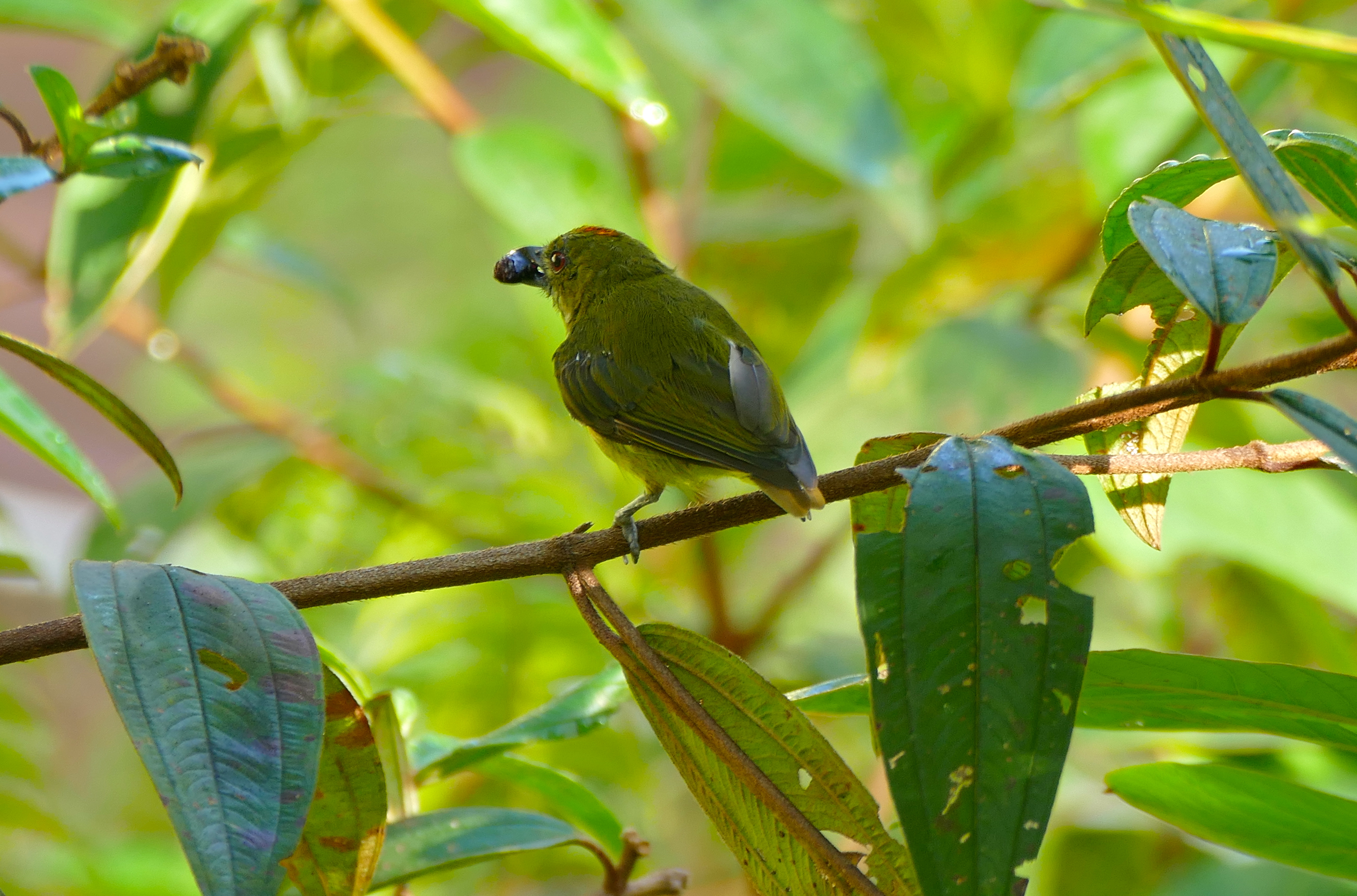
Dicée tacheté mangeant un fruit de Melastoma malabathricum

## Sous-espèces
Selon Peterson, il existe quatre sous-espèces :
- Prionochilus maculatus maculatus (Temminck) 1836 ;
- Prionochilus maculatus natunensis (Chasen) 1935 ;
- Prionochilus maculatus oblitus (Mayr) 1938 ;
- Prionochilus maculatus septentrionalis Robinson & Kloss 1921.